# Joan Horrach
Joan Horrach Rippoll (Deià, 27 marzo 1974) è un ex ciclista su strada spagnolo, professionista dal 2000 al 2013 e vincitore di una tappa al Giro d'Italia 2006.

## Carriera
Buon passista, originario di Maiorca, passa professionista a 26 anni, nel 2000, col team portoghese Maia-MSS, poi rinominato Milaneza. Negli anni di carriera in Portogallo coglie sei vittorie, tra cui una tappa alla Vuelta a Asturias 2001 e due tappe al Giro del Portogallo 2002, oltre ad alcuni secondi posti nella classifica generale di alcune corse a tappe, quali la Vuelta a Asturias 2001, il Giro del Portogallo 2002 e la Vuelta a Castilla y León 2002.
Nel 2004 si trasferisce alla Illes Balears-Banesto di Eusebio Unzué, rimanendovi fino a tutto il 2008. Con questa squadra, divenuta Caisse d'Epargne, vince la dodicesima tappa del Giro d'Italia 2006, da Livorno a Sestri Levante, dopo una fuga con altri quattordici corridori; nell'occasione si stacca in prossimità del traguardo, giungendo con cinque secondi di vantaggio sul gruppetto formato da Emanuele Sella, Wladimir Belli, Fortunato Baliani, Manuele Mori e Addy Engels, e con oltre sette minuti sul resto del gruppo, regolato da Paolo Bettini.
Nel 2009 viene messo sotto contratto dai russi del Team Katusha, senza più ottenere successi, mentre nel 2013 si sposta in Regno Unito alla Madison-Genesis. Conclude la carriera professionistica al termine del 2013.

## Palmarès
- 2001

4ª tappa Grand Prix Jornal de Noticias (Lordelo)
Classifica finale Grand Prix Jornal de Noticias
4ª tappa Vuelta a Asturias (Alto del Viso)
- 2002

5ª tappa Giro del Portogallo (Senhora de Graça)
11ª tappa Giro del Portogallo (Badajoz)
- 2003

2ª tappa Troféu Joaquim Agostinho (Azambuja)
- 2006

12ª tappa Giro d'Italia (Sestri Levante)

## Piazzamenti

### Grandi Giri
- Giro d'Italia

2005: 37º
2006: 36º
2007: ritirato (5ª tappa)
2008: 81º
2010: 54º
2011: 52º
- Tour de France

2009: 74º
2012: 119º
- Vuelta a España

2002: 33º
2003: 28º
2004: 24º
2005: 26º
2006: 79º
2007: 29º
2010: 74º
2011: 67º